# Simon Sechter
Simon Sechter (Friedberg (Frymburk), (Bohemia), 11 d'octubre, 1788 - Viena, 10 de setembre, 1867) va ser un teòric musical, professor, organista, director i compositor austríac. Va ser un dels compositors més prolífics que hagi viscut mai, encara que la seva música s'ha oblidat en gran part i ara se'l recorda principalment com un estricte professor de música, sobretot d'Anton Bruckner. Va ser un professor de música molt respectat durant la seva vida, guanyant-se els elogis de Beethoven, Schubert i Schumann.
Karl Müller (1831–1914) va compilar i adaptar Die richtige Folge der Grundharmonien de Sechter com a The Correct Order of Fundamental Harmonies: A Treatise on Fundamental Bass, and their Inversions and Substitutes (Wm. A. Pond, 1871; G. Schirmer, 1898).

## Biografia
Sechter va néixer a Bohèmia, llavors part de l'Imperi Austríac, i es va traslladar a Viena el 1804, succeint a Jan Václav Voříšek com a organista de la cort el 1824. El 1810 va començar a ensenyar piano i veu en una acadèmia per a estudiants cecs. El 1828, el malalt Franz Schubert va tenir una lliçó de contrapunt amb ell. El 1851 Sechter va ser nomenat professor de composició al Conservatori de Viena. Va morir en la pobresa a causa de la seva participació en la fallida d'un familiar. El va succeir al Conservatori Anton Bruckner, un antic estudiant els mètodes d'ensenyament del qual es basaven en els de Sechter.

## Mètodes d'ensenyament
Altres a qui Sechter va ensenyar inclouen Henri Vieuxtemps, Franz Lachner, Eduard Marxsen (que va ensenyar piano i contrapunt a Johannes Brahms), Johann Nepomuk Fuchs, Gustav Nottebohm, Anton Door, Karl J. F. Umlauf, Béla Kéler, Nina Stollewerk, Sigismond Thalberg, Adolf von Henselt, Anton de Kontski, Kornelije Stanković i Theodor Döhler.
Sechter tenia mètodes d'ensenyament estrictes. Per exemple, va prohibir a Bruckner escriure composicions originals mentre estudiava contrapunt amb ell. El musicòleg Robert Simpson creu que "Sechter, sense saber-ho, va provocar l'originalitat de Bruckner insistint que es comprimís fins que ja no es pogués contenir." Sechter va ensenyar a Bruckner per correu des de 1855 fins a 1861 i va considerar a Bruckner el seu alumne més dedicat. Després de la graduació de Bruckner, Sechter va escriure una fuga dedicada al seu alumne.
En el tractat de tres volums sobre els principis de la composició, Die Grundsätze der musikalischen Komposition, Sechter va escriure una obra fonamental que va influir en molts teòrics posteriors. Les idees de Sechter es deriven de les teories de Jean-Philippe Rameau sobre el baix fonamental, sempre diatònic fins i tot quan la superfície és altament cromàtica; Els historiadors de la teoria de la música associen fortament a Sechter amb la concepció vienesa de la teoria fonamental dels baixos. Sechter era un defensor de l'entonació justa per sobre de l'afinació ben temperada.

## Com a compositor
Sechter també va ser compositor, i en aquesta qualitat se'l recorda sobretot per haver escrit unes 5.000 fugues (va intentar escriure almenys una fuga cada dia), però també va escriure misses i oratoris. A més, va escriure cinc òperes: Das Testament des Magiers (1842), Ezzeline, die unglückliche Gegangene aus Deli-Katesse (1843), Ali Hitsch-Hatsch (1844), Melusine (1851) i Des Müllers Ring (?). El 1823/24, va ser un dels 51 compositors que van compondre una variació sobre un vals d'Anton Diabelli per a Vaterländischer Künstlerverein.